# Ghetto di Marcinkance
Il ghetto di Marcinkonys (o Marcinkańce) era un piccolo ghetto ebraico fondato a Marcinkonys durante l'Olocausto. È esistito dal novembre 1941 al novembre 1942 e ha ospitato da 300 a 400 ebrei.

## Istituzione e funzionamento
Secondo un rapporto lituano del 26 luglio 1941, c'erano 324 ebrei, inclusi 50 bambini di età inferiore ai 6 anni, che vivevano a Marcinkonys. Molto probabilmente all'inizio del novembre 1941 (altre fonti forniscono la primavera del 1942 dopo la Pasqua ebraica ), fu dato l'ordine di stabilire il ghetto ebraico vicino alla stazione ferroviaria della linea ferroviaria San Pietroburgo-Varsavia. Dopo le tangenti da parte dello Judenrat, l'area del ghetto fu ampliata da tre case a 14. Il ghetto copriva un'area di 1,5 ettari, circondata da filo spinato e ospitava diverse dozzine di ebrei di città e villaggi vicini, tra cui Rudnia, Kabeliai, Valkininkai, Butrimonys, Varėna.
Le condizioni di vita all'interno del ghetto erano migliori che in altri ghetti ebraici. Il ghetto aveva una propria piccola forza di polizia ebraica, comandata da Berke Aizenshtat. La maggior parte dei detenuti del ghetto furono costretti a lavorare nella stazione ferroviaria, sulle strade, nella silvicoltura o nella fabbrica di funghi, ma alcuni riuscirono a mantenere il loro commercio prebellico. Nell'estate del 1942, 70 ebrei sopravvissuti arrivarono al ghetto portando resoconti di uccisioni di massa e di altre atrocità. Ciò accrebbe le tensioni, un gruppo di giovani ebrei progettò di fuggire e unirsi ai partigiani ebrei. Lo Judenrat ha persino introdotto di nascosto 12 pistole nel ghetto.

## Liquidazione
Il 2 novembre 1942 fu dato l'ordine di liquidare il ghetto e di trasportare gli ebrei nei campi di concentramento di Treblinka e Auschwitz. Una squadra di 15 tedeschi, al comando della gendarmeria Hauptwachmeister Albert Wietzke, ordinò agli ebrei di radunarsi all'ingresso alle 8 del mattino per essere "trasportati per lavoro". [5] I testimoni presentano diversi resoconti di ulteriori eventi. Secondo una denuncia ufficiale scritta dal guardaboschi Hans Lehmann, due tedeschi hanno aperto il fuoco contro gli ebrei affollati senza una ragione ragionevole. Altri autori presentano gli eventi come una rivolta ispirata da Aaron Kobrowski, presidente dello Judenrat. Gli ebrei, in preda al panico, hanno tentato di fuggire attraverso la recinzione nella vicina foresta o di nuovo nel ghetto. I tedeschi hanno poi perquisito il ghetto, sparando a tutti gli ebrei a vista e distruggendo cinque bunker segreti con granate. In totale, furono fucilati 105 o 132 ebrei.
Nelle settimane successive, tedeschi e collaboratori locali cercarono gli ebrei fuggiti e circa altri 90-100 ebrei furono uccisi. Un gruppo di 21 ebrei, tra cui 7 donne, sono stati uccisi quando il loro nascondiglio vicino al villaggio di Musteika è stato tradito da un uomo del posto. Circa 46 ebrei sopravvissero alla guerra, principalmente come membri del gruppo partigiano Kobrowski, riconosciuto come parte della brigata Davidov dei partigiani sovietici nel 1943.
Hans Lehmann, che aveva aderito al partito nazista nel 1933, fu indagato e fu stabilito che era in sintonia con gli ebrei e che permise loro di scappare; in seguito è stato screditato e quindi trasferito. Nel 1943, i partigiani ebrei fecero deragliare un treno tedesco a est di Białystok: Lehmann era tra i tedeschi catturati, fu riconosciuto da uno dei fuggitivi da Marcinkonys e giustiziato per il suo ruolo nel massacro.